# ذا هاوس أوف ذا ديد (لعبة فيديو 1996)
ذا هاوس أوف ذا ديد، هي لعبة فيديو يابانية من نوع تصويب منظور الشخص الأول، وهي الجزء الأول من سلسلة ذا هاوس أوف ذا ديد، صدرت اللعبة على منصة الآركيد باليابان سنة 1996، ثم على منصات سيغا ساترن ومايكروسوفت ويندوز ونينتندو سويتش.